# 閉鎖孔ヘルニア
閉鎖孔ヘルニア（へいさこうヘルニア、英語: obturator hernia）は、腹腔内臓器が閉鎖孔から脱出する外ヘルニアの一つである。
閉鎖孔は骨盤腔の前方の坐骨、恥骨、腸骨に囲まれる三角形の空隙である。

## 症状
大腿の深部に突出するので、腫瘤としては知覚できない。
閉鎖神経の知覚枝が圧迫されるため、膝から大腿内側・股関節部に疼痛をきたし、大腿を後方へ伸展・外転させると増強する。これをHowship-Romberg徴候といい、約37～60%でみられる。

## 疫学
腸閉塞の原因の0.4%を占める。脱出臓器はほとんどが回盲弁から100cm以内の小腸である。
高齢の痩せた多産の女性に多い。

## 診断
CTで恥骨筋と外閉鎖筋の間に脱出した腹腔内臓器を認める。

## 治療
ヘルニア門が小さく強靭であるため嵌頓を起こしやすく、原則として手術適応である。